# Polytelis
Polytelis – rodzaj ptaków z podrodziny papug wschodnich (Psittaculinae) w rodzinie papug wschodnich (Psittaculidae).

## Zasięg występowania
Rodzaj obejmuje gatunki występujące w Australii.

## Morfologia
Długość ciała 40–45 cm; masa ciała 114–157 g.

## Systematyka

### Etymologia
- Polytelis (Polyteles): gr. πολυτελης polutelēs „znakomity”, od πολυς polus „więcej”; τελος telos „koszt, uroczystość”[9].
- Barrabandius: epitet gatunkowy Psittacus barrabandi Swainson, 1821; Jacques Barraband (lub Barraban) (1767–1809), francuski projektant, artysta, malarz ptaków[9]. Gatunek typowy: Psittacus barrabandii Swainson, 1821 (= Psittacus swainsonii Desmarest, 1826).
- Spathopterus: gr. σπαθη spathē „szpachla”; -πτερος -pteros „-skrzydły”, od πτερον pteron „skrzydło”[9]. Gatunek typowy: Polytelis alexandrae Gould, 1863
- Northipsitta: Alfred John North (1855–1917), australijski jubiler, owolog; nowołac. psitta „papuga”, od gr. ψιττακη psittakē „papuga”[9]. Nazwa zastępcza dla Spathopterus North, 1895 ponieważ Mathews uważał, że nazwa ta jest zajęta przez Spathoptera Audinet-Serville, 1835 (Coleoptera).
- Sindelia: Stanley Raymond Sindel (ur. 1935), australijski awikulturolog[9]. Gatunek typowy: Palaeornis anthopeplus Lear, 1831.

### Podział systematyczny
Do rodzaju należą następujące gatunki:
- Polytelis alexandrae Gould, 1863 – księżniczka wspaniała
- Polytelis anthopeplus (Lear, 1831) – księżniczka słoneczna
- Polytelis swainsonii (Desmarest, 1826) – księżniczka tarczowa